# Krzyż pokutny
Krzyż pokutny, krzyż pokutniczy, krzyż pojednania – krzyż fundowany przez zabójcę, będący jednym z jego ubocznych zobowiązań podjętych w niektórych umowach ugodowych z rodziną zabitego. Zwyczaj stosowany w krajach kręgu kultury niemieckiej w późnym  średniowieczu i pierwszej poł. XVI w. Po zaniku kar kompozycyjnych w XVI w. i uznaniu zabójstwa za przestępstwo publiczne, a nie prywatne, na co znaczący wypływ miała uchwalona przez Sejm Rzeszy  w 1532 r. Constitutio Criminalis Carolina, nakaz wystawienia krzyża  lub podobnej fundacji pojawiał się incydentalnie, oprócz kar, do XVII w. w wyrokach sądowych. 
Należy mieć na uwadze, że w krajoznawczej literaturze zdarza się  utożsamianie wszystkich kamiennych krzyży z jednego bloku materiału (krzyże monolitowe) z krzyżami pokutnymi i pojawia się informacja, o 6 czy 7 tys. krzyży pokutnych w Europie i ok. 600 w Polsce. Jest to błąd wynikający ze wspomnianego utożsamiania kamiennych krzyży z krzyżami pokutnymi. Krzyże kamienne podobnie jak inne krzyże i pozostałe obiekty tzw. małej architektury sakralnej stawiano z wielu powodów. Kamienny krzyż może być więc krzyżem, wotywnym, proszalnym, chroniącym,  upamiętniającym zdarzenie, granicznym (posiadłości). Może wskazywać na dawne miejsce kultu, cmentarz czy miejsce straceń, może być krzyżem nagrobnym  i być postawionym z innych jeszcze powodów. Nie można też utożsamiać krzyża pokutnego z krzyżem z kamienia. Te z umów ugodowych, które nakazywały postawienie krzyża często nie wskazywały materiału z jakiego miał on być wykonany, a gdy mówiły o tym, to prócz kamiennych nakazywały też postawienie krzyży drewnianych. 

## Galeria

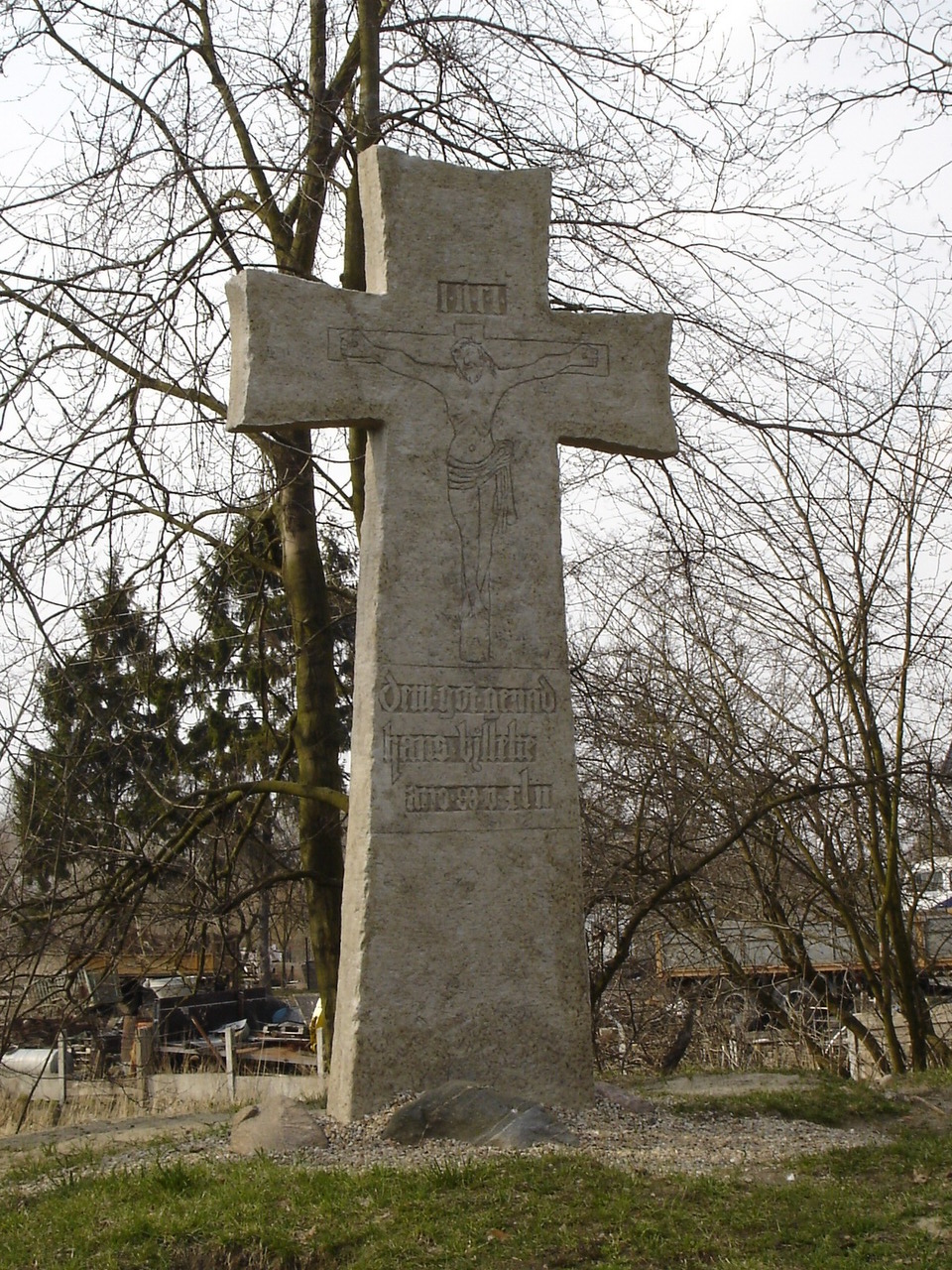
Krzyż w Stargardzie (uważany za największy monolitowy krzyż w Europie)
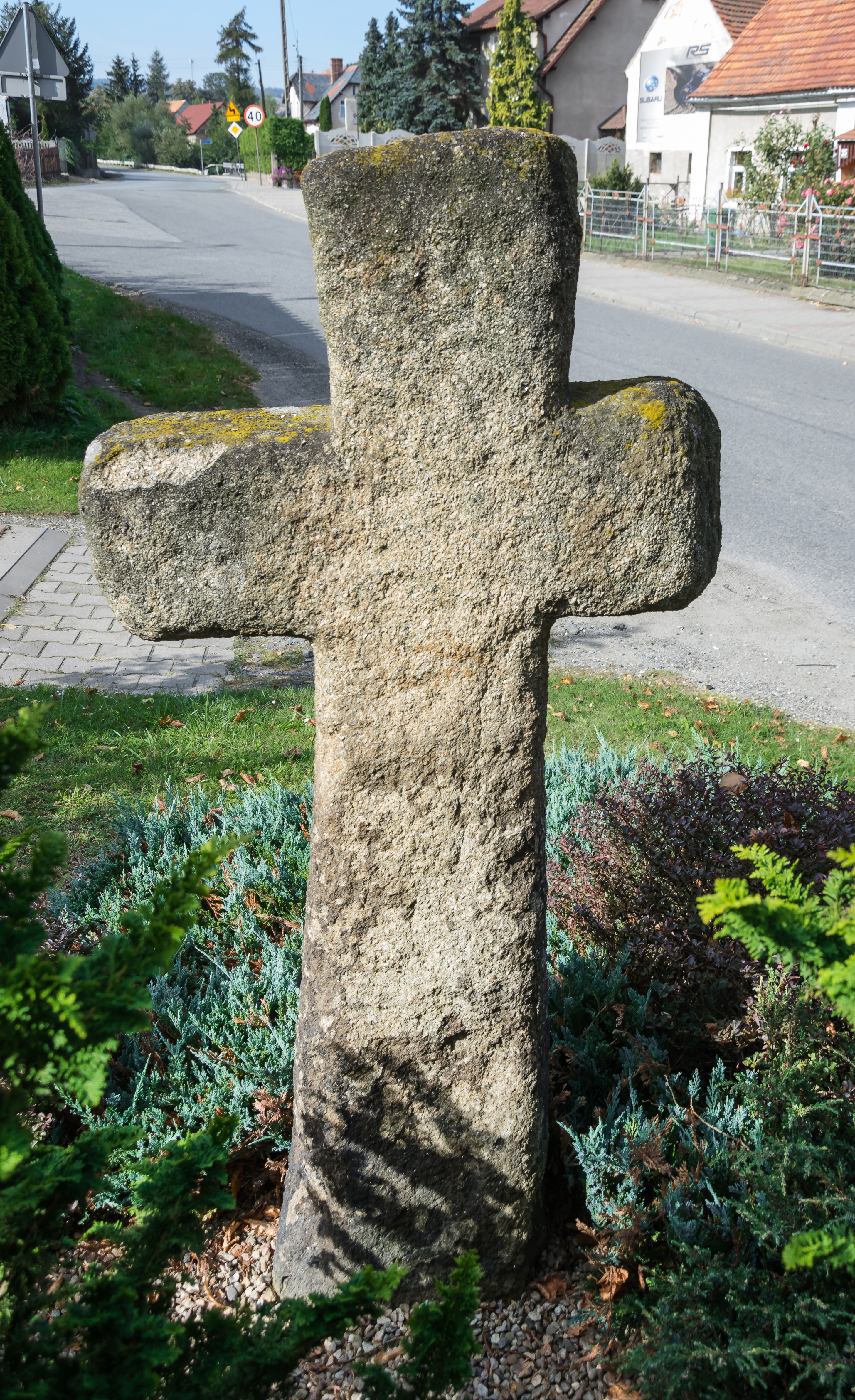
Krzyż w Lutomii Dolnej
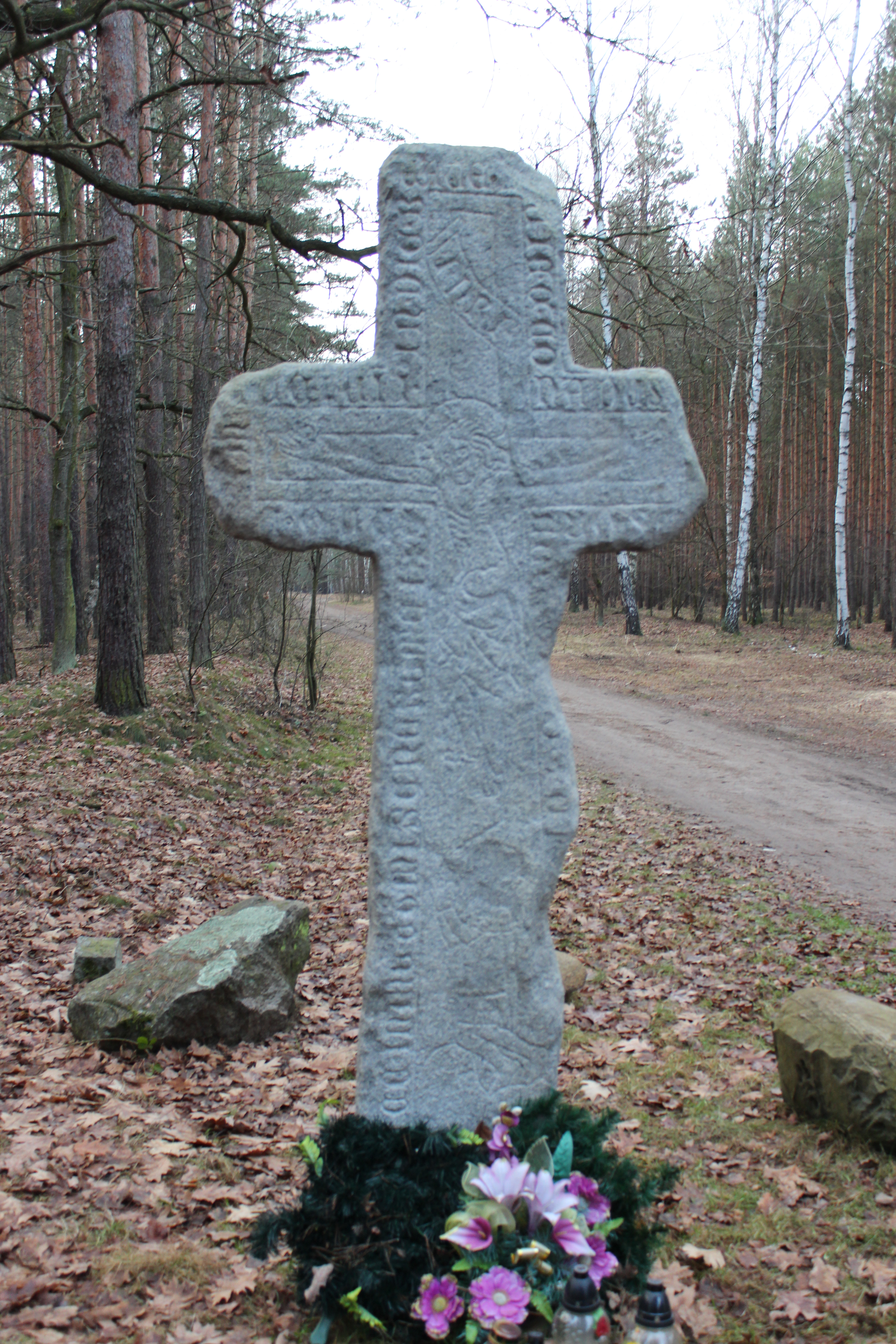
Krzyż kamienny w Kijowicach

O żadnym z tych krzyży nie można stwierdzić, że jest krzyżem pokutnym. Stanowią przykład utożsamiania krzyży kamiennych z krzyżami pokutnymi nawet wtedy, gdy istnieją bezpośrednie dane lub uzasadnione hipotezy, jak w przypadku krzyża w Kijowicach, że takimi krzyżami nie są.     